# Fee Schlapper
Fee Schlapper (geboren als Felicitas Schlapper am 7. Juni 1927 in Gießen; gestorben am 7. März 2000 in Baden-Baden) war eine deutsche Fotografin.

## Leben
Felicitas Schlapper, Tochter von Ernst und Juliane Schlapper, verbrachte ihre Kindheit in der Schweiz (Genf). Nach Kriegsende zog die Familie nach Baden-Baden, wo Ernst Schlapper 1946 Oberbürgermeister wurde. Wie auch die anderen Familienmitglieder war sie in die Repräsentationspflichten ihres Vaters eingebunden und nahm an gesellschaftlichen Ereignissen teil.
Nach einer zweijährigen Ausbildung an der Bayerischen Staatslehranstalt für Lichtbildwesen in München unternahm sie eine Reise nach Ober- und Mittelitalien (u. a. Gardasee, Mailand, Florenz, Genua), bei der sie wesentliche Elemente ihrer späteren Bildsprache entwickelt: Ihre Konzentration auf die Porträtfotografie, insbesondere auf Kinderbildnisse zeichnet sich bereits in diesen Aufnahmen ab.
Im Jahr 1953 eröffnete Fee Schlapper 1953 ihr eigenes Atelier im Gartenhaus der elterlichen Villa in Baden-Baden. Der Raum im Gartenhaus zeichnete sich durch große Fenster aus, war dadurch sehr hell, verfügte aber auch über eine Dunkelkammer.

## Werk
Viele Aufnahmen von Fee Schlapper entstanden in dem das Atelier umgebenden Garten. Daneben arbeitete die Fotografin auch in Parks oder im häuslichen Umfeld der Kunden. Sie arbeitete oft im Freien mit natürlichem Licht und tauschte die schwerfällige Atelierkamera auf Stativ gegen eine handliche Leica.
In der Porträtfotografie suchte Fee Schlapper nach einem zeitgemäßen Ansatz, der ihr eine größere Annäherung an ihre Modelle und deren Persönlichkeit ermöglichte, als es die Studiofotografie ihrer Zeit erlaubte. Dabei verzichtete sie in der Regel auf aufwendige Ausleuchtung mit Studiolichtern und nutzte das natürliche Tageslicht als Beleuchtungsquelle. Die Porträtierten positionierte sie im Bildvordergrund vor einem durch reduzierte Tiefenschärfe verunklärten Hintergrund in stillen Posen mit ernstem Gesichtsausdruck.
Neben ihrem Auftragswerk schuf Fee Schlapper ein umfangreiches Konvolut von Reisefotografien, die ab den späten 1950er Jahren als freie Arbeiten vor allem in Südostasien entstanden. Sie sind der Idee der humanistischen Fotografie verpflichtet: Thema sind allgemeine menschliche Erfahrungen und dokumentarische Schilderungen aus dem Alltag, die die internationale Solidarität fördern wollen. Fee Schlappers Bilder aus Indien veranschaulichen die schwierige Balance zwischen einer Begegnung auf Augenhöhe und der Ausnutzung des Gegenübers für ästhetische und kommerzielle Zwecke. Neben der detaillierten Beobachtung hinduistischer Praktiken am Ganges-Ufer von Varanasi oder der surrealistisch anmutenden Darstellung einer Schaustellergruppe spiegelt sich in ihrer Fotografie einer Bettlerin auch die kaum neutral ablichtbare Not der Menschen.

## Ausstellungen (Auswahl)

### Einzelausstellungen
- 2004: Fee Schlapper. Die Portraits, Museum Folkwang, Essen
- 1995: Künstler in Baden-Baden, Preisträger*innenausstellung, Gesellschaft der Freunde junger Kunst Baden-Baden e.V.
- 1993: Mensch und Welt. Fotografien 1958–1969, Leica Galerie, Solms
- 1987: Fee Schlapper. Fotografien 1952–1986, Bayerische Staatslehranstalt für Fotografie, München
- 1973: Mensch und Welt, Deutsch-Französische Gesellschaft, Baden-Baden
- 1970: Mensch und Welt, Staatliche Landesbildstelle Hamburg
- 1969: Mensch und Welt, Kongreßhaus Baden-Baden u. Wilhelmspalais, Stuttgart
- 1963: Menschenkinder, Galeria Auriga, Bern
- 1962: Menschenkinder, Kurhaus Baden-Baden, Staatliche Landesbildstelle Hamburg, Stadtbildstelle Bremerhaven

### Gruppenausstellungen
- 2023: Ausstellung Wiki Women #2 – Wissen gemeinsam ergänzen, Museum für Kunst und Gewerbe Hamburg[4]
- 1989: Zeitsprung, Filderhalle, Leinfelden-Echterdingen u. Augustiner Museum, Freiburg
- 1983: 22 Fotografinnen, Hahnentorburg, Köln, Kunsthaus Hamburg u. Galerie am Schloss, Brühl
- 1982: Peter Keetman – Fee Schlapper, Benteler Gallery, Houston
- 1978: Drei DGL-Fotografinnen, Städtische Galerie, Freiburg
- 1975: Zwei Fotografiennen (gemeinsam mit Hansi Müller-Schorp), Galerie der DGPh, Köln
- 1970: Fotografinnen, Museum Folkwang, Essen
- 1967: The Camera as Witness, Expo Montreal

## Sammlungen
Die Sammlung des Museums für Kunst und Gewerbe Hamburg umfasst dreißig Fotografien, die zwischen 1962 und 1971 von der Fotografin erworben wurden. Das Museum Folkwang, Essen verfügt über einen größeren Bestand von über 300 Fotografien.

## Kataloge und Literatur (Auswahl)
- Sandra Ullrichskötter, Fee Schlapper. Porträtfotografie 1952–1997, Göttingen: Steidl, 2004, ISBN 978-3-86521-046-3
- Gesellschaft der Freunde junger Kunst e.V. (Hrsg.): Fee Schlapper. Menschenbilder, Baden-Baden, o. J. (1995).
- Klaus Honnef, Zeit-Sprung. Fotografie im Zeitvergleich: Kempe, Schlapper, Relang, Bösel, Positionen zeitgenössischer Fotografie, Bd. 2, Düsseldorf: Marzona, 1989.
- Fee Schlapper u. Helmuth Hartmann, Sicht und Zuversicht, Stuttgart u. Zürich: Beseler, 1984.
- Fee Schlapper, Mensch und Welt, Baden-Baden 1969.
- Fee Schlapper, Tahia. Der ägyptische Eseljunge, Stuttgart: Franckh, 1963.